# 弁天祐美子法律事務所
『弁天祐美子法律事務所』（べんてんゆみこほうりつじむしょ）は、2007年から2009年までテレビ朝日系「土曜ワイド劇場」で放送されたテレビドラマシリーズ。全2回。主演はかたせ梨乃。
冤罪で服役した過去を持つ女弁護士の活躍を描いている。

## キャスト

### 弁天祐美子法律事務所
事務所は弁天家の住宅も兼ねている
弁天祐美子
演 - かたせ梨乃
本作の主人公で、弁天祐美子法律事務所の所長。15年前、夫の自殺がきっかけとなった、身に覚えの無い放火殺人事件で起訴され、懲役20年の実刑判決を受け刑務所に収監される。控訴も棄却され諦めていたが、3年後真犯人が現れ再審により無罪になる。その時、担当弁護士から「弱い人の心を一番よく知るあなたこそが弁護士になるべきだ」と諭され、一念発起し司法試験を受け合格、弁護士となる。娘と2人暮らし。
赤星正義
演 - 賀集利樹
新人弁護士。祐美子を「師匠」と呼んで尊敬している。第2作では正義感の違いから祐美子と対立して彼女の元を離れ、一度は日暮忠信の元に就こうと考えたものの、後に祐美子の正義感もまた正しいものと考えを改め、最終的には彼女の元に戻る。
弁天真実
演 - 志保
祐美子の娘。中学生。

### その他
日暮忠信
演 - 升毅
東京地方検察庁特捜部検事。額には祐美子によって突き飛ばされた際の傷が残っている。15年前ある贈収賄事件の贈賄側参考人として祐美子の夫を取り調べ、後に事件には無関係と判断し、それでも厳しい取調べを苦にして自殺した夫の通夜の席に参列した際にふと発した「虫ケラ」の一言を祐美子に聞かれ、逆上した祐美子に突き飛ばされるが、その時は穏便に収まる。その後、自宅が放火された上に妻子が亡くなり、偶然現場を通りかかった祐美子を容疑者として起訴するが、彼女の無実がしばらくして証明された上に弁護士になった現在でも祐美子と過去の事もあって立場上や事件上で対立する。
南郷志保
演 - 三浦理恵子
フリーター。祐美子が刑務所時代に知り合った元窃盗常習犯。祐美子を「アネゴ」と呼んで慕っている。

### ゲスト
第1作「塀の中から来た主婦弁護士 記憶を消された殺人被疑者!? 重さ×距離＝死体移動トリック 卵料理と墜落死の接点」（2007年）
- 野口秋恵（高次脳機能障害の女性・元囚人） - 朝加真由美
- 中沢初美（山崎家の向かいのマンションの住人） - 吉野公佳
- 国本正晴（国本鉄工 経営者） - 四方堂亘
- 佐竹（警視庁城南警察署 刑事） - 坂西良太
- 山崎冴子（継夫の妻） - 長谷部香苗
- 松田武蔵（鮨屋店主・元サッカー少年） - 上地雄輔
- 松田佳織（武蔵の妻・妊婦） - 宮下ともみ
- 黒沼百合子（黒沼不動産社長夫人） - 北河多香子
- 朱美（クラブホステス・継夫の知り合い） - 永田杏子
- 弘美（インストラクター・継夫の元恋人） - 仁平裕子
- 山崎スポーツクラブ 掃除婦 - 和田京子
- 東都医科大学病院 医師 - 伊藤紘
- 冒頭の夫にお風呂を覗かれる相談者 - 本田よしみ
- 南郷志保の元夫 - 外川貴博
- 福井（教師・元サッカー少年） - 松井伴憲
- 田辺（大工・元サッカー少年） - 新虎幸明
- 山形（元サッカー少年） - 宇田川新
- 山崎スポーツクラブ インストラクター - 境浩一朗
- 警視庁城南警察署 刑事 - 江戸松徹
- 警察官 - 菊池隆志
- 南郷志保の元夫の恋人 - 渡部彩
- 山崎継夫（山崎スポーツクラブ 経営者・元教師） - 尾美としのり

第2作「私を殺人犯にして…冤罪を望む女!!」（2009年）
- 葛城潤子（家政婦） - 高橋かおり
- 新島亨（新島こころのクリニック 院長・元精神科医・忠道の幼馴染） - 北見敏之
- 松永紘一（小笠原家のお抱え運転手） - 丸岡奨詞
- 小笠原忠道（丸総建設 二代目社長） - 吉満涼太（9歳：石井天地）
- 小笠原幾代（忠道と順子の母） - 弓恵子
- 豪田（警視庁世田谷東警察署 刑事） - 鈴木一功
- 永井（法医学教室 教授） - 益富信孝
- 田所雄一（覗き魔） - 少路勇介
- 吉村（警視庁世田谷東警察署 刑事） - 内浦純一
- 日暮忠信の秘書 - 山本東
- 長谷川（板前・澄江のアパート隣人） - 松浦慎一郎
- 松永（一級建築士・紘一の息子・故人） - 鈴木良崇
- 若者たちのリーダー - 堀井茶渡
- 西田（警視庁世田谷東警察署 刑事） - 住吉晃典
- 婦警 - 重松愛子
- 別人の女 - 安河内理恵
- 原田（丸総建設 部長） - 徳建人
- 鑑識課員 - 津阪雄一、村上裕樹
- 小笠原華子（忠道の妻） - 遠野凪子
- 加山澄江（小笠原家の家政婦・27年前 夫を殺害し5年間服役） - 酒井和歌子
- 境浩一朗、岩本恵、丸尾博志、増本久江、小野早苗、二ツ森雪納、柳本大輔、加納匠悟、上久保英里、畑中愛音、高橋雅彦、鵜ノ澤藍華、田中愛芽

## スタッフ
- 脚本 - 今井詔二
- 監督 - 岡本弘（第1作）、高畑隆史（第2作）
- 技斗 - 高瀬将嗣
- 技術協力 - アップサイド
- プロデュース - 高橋浩太郎、関拓也、香月純一、目黒正之
- 制作 - テレビ朝日、東映

## 放送日程
| 話数 | 放送日         | サブタイトル                                                                                         | 脚本     | 監督     | 視聴率 |
| ---- | -------------- | --- | -------- | -------- | ------ |
| 1    | 2007年04月28日 | 塀の中から来た主婦弁護士 記憶を消された殺人被疑者!? 重さ×距離＝死体移動トリック 卵料理と墜落死の接点 | 今井詔二 | 岡本弘   | 14.0%  |
| 2    | 2009年11月07日 | 私を殺人犯にして…冤罪を望む女!!                                                                      | 今井詔二 | 高畑隆史 | 10.1%  |

- 視聴率はビデオリサーチ調べ、関東地区・世帯